# 西域水道记

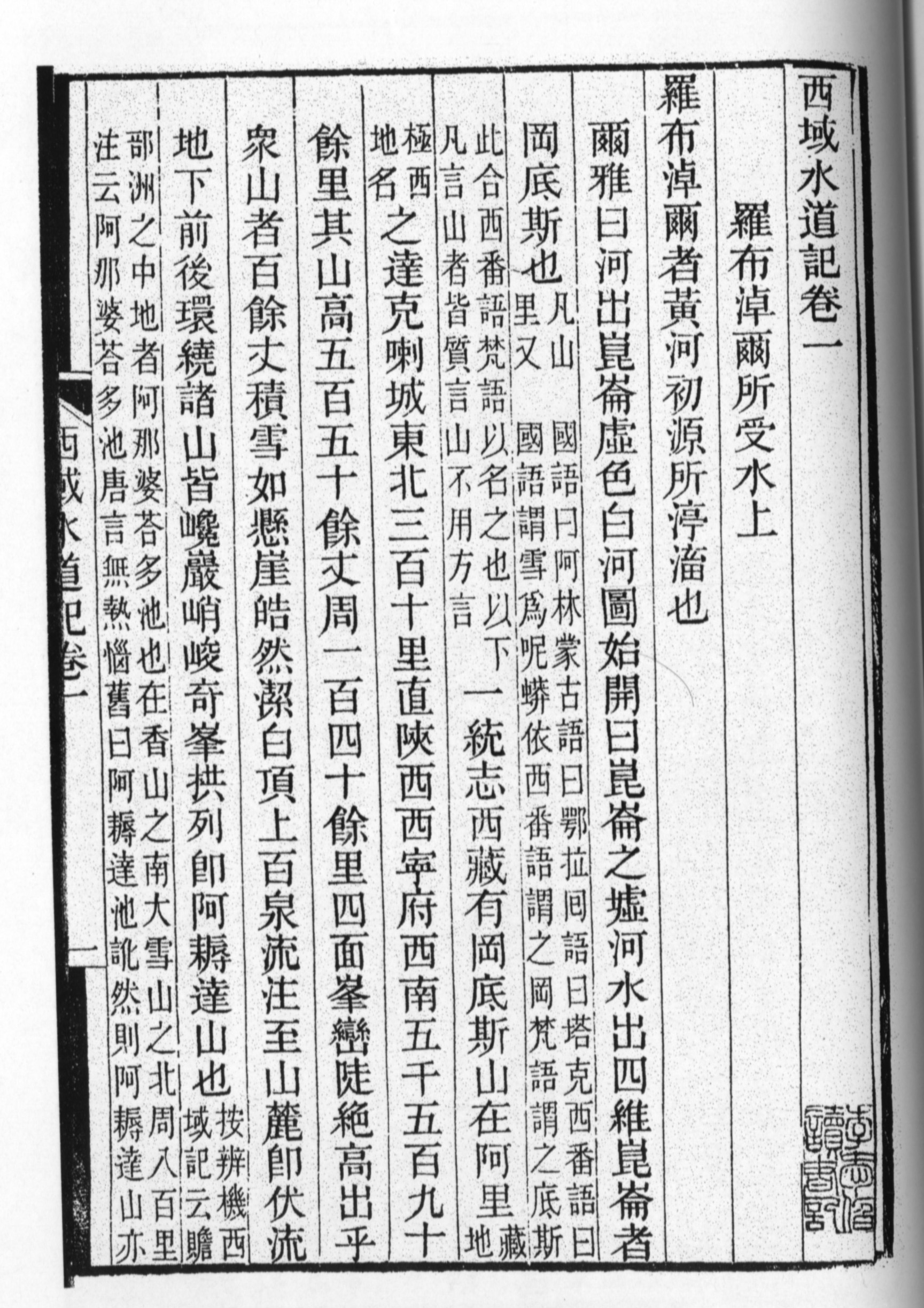
清徐松西域水道记道光刻本

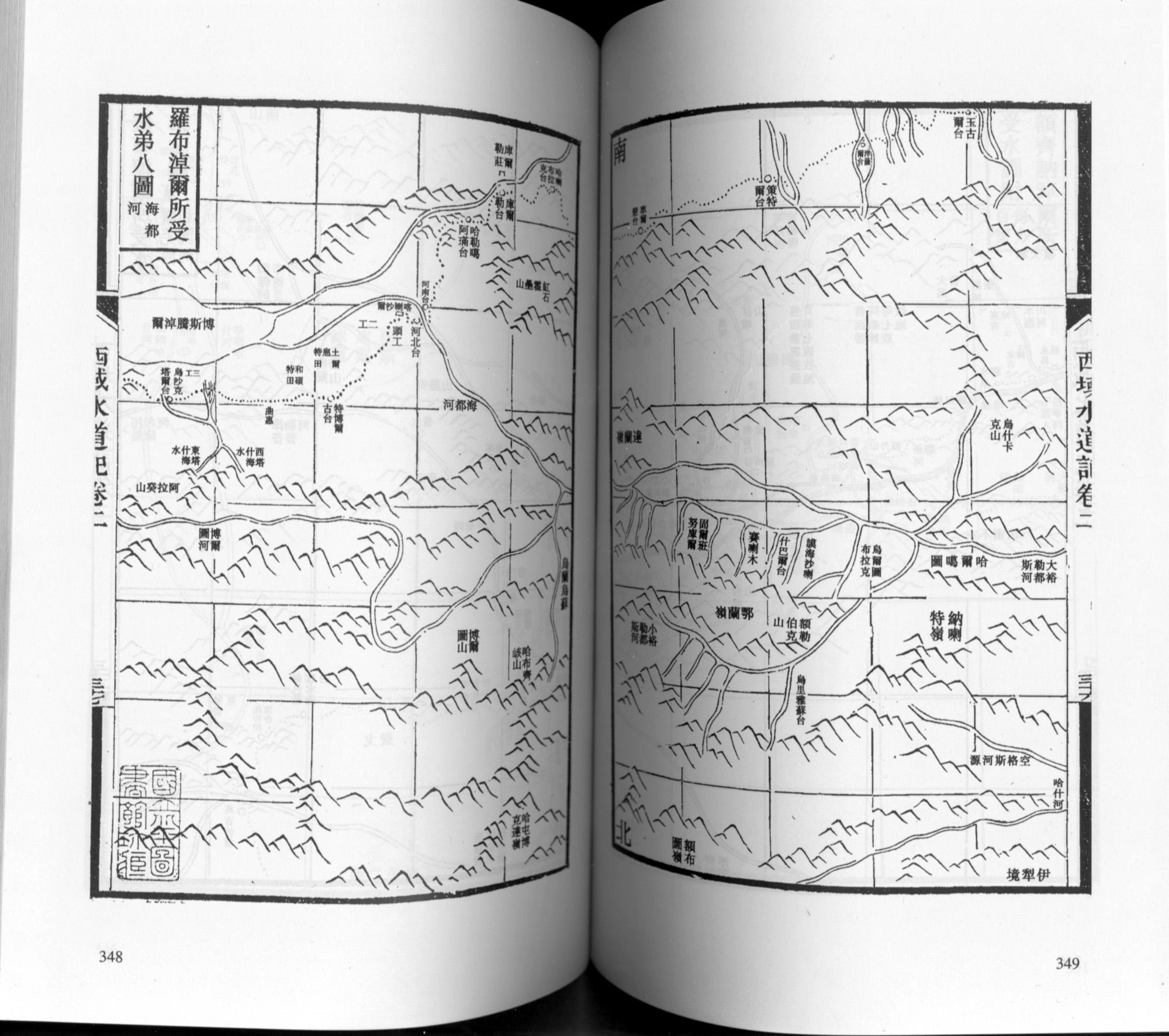
清徐松西域水道图

西域水道記，徐松撰，嘉慶二十四年（1819年）成書12卷，附有水道圖。
徐松三十歲即出任湖南学政。御史赵慎畛奏参其需索陋规及出题割裂圣经等九款罪状，被判遣戍伊犁。嘉庆十七年（1812年）到达伊犁戍所惠远城。在近八年的遣戍生涯中，徐松“于南北两路壮游殆遍，每所之适，携开方小册，置指南针，记其山川曲折，下马录之。至邮舍则进仆夫、驿卒、台弁、通事，一一与之讲求。积之既久，绘为全图。乃遍稽旧史、方略及案牍之关地理者，笔之为记。”。《西域水道記》仿照《水經注》體例，文簡註詳，以西域水道為綱，记述沿岸的城市、聚落、交通、物產、水利、驻军、政区建制史、典章制度、牧场、厂矿、名胜古迹、民族变迁等，並詳盡說明西域天山南北路、安西南北路等四个区域的內陸十一條重要水系。《西域水道记》的“宰桑淖尔所受水”中，不厌其煩地描述了“北边之大国”俄罗斯的历史地理面貌。是研究中國新疆西北史地的重要文献。道光二十五年林则徐往南疆勘地，行囊中有《西域水道记》，沙畹（E. Chavannes）的《西突厥史料》大量地吸取了《西域水道记》中的历史地理考证内容。
本書仍有不少失誤，例如将兀庐误作阿鲁忽，和阗河东源玉陇哈什河作为阿姆河下流之玉龙杰赤之误。

## 目錄
卷一 羅布淖爾水系上
卷二 羅布淖爾水系下
卷三 哈喇淖爾水系
- 巴爾庫勒淖爾水系
- 額彬格遜淖爾水系
- 喀喇塔拉額西柯淖爾水系

卷四 巴勒喀什淖爾水系
卷五 賽喇木淖爾水系
- 特穆爾圖淖爾水系
- 阿拉克圖古勒淖爾水系
- 噶勒扎爾巴什勒淖爾水系
- 宰桑淖爾水系

其中：巴勒喀什淖爾﹐特穆爾圖淖爾﹐阿拉克圖古勒淖爾﹐宰桑淖爾原為清朝版圖，現於哈薩克斯坦和吉爾吉斯斯坦境內。

## 版本
1. 徐松稿本  日本早稻田大学图书馆藏
2. 清道光刻本 四卷本 藏中国国家图书馆
3. 清光绪咫进斋丛书刻本  藏中国国家图书馆
4. 清宣统晨风隔丛书刻本
5. 清人文集地理类汇编本  浙江古籍出版社